# Station Warszawa Radość
Station Warszawa Radość is een spoorwegstation in het stadsdeel Wawer in de Poolse hoofdstad Warschau.